# Friedrich August Wolf
Friedrich August Wolf (Hainrode, 15 febbraio 1759 – Marsiglia, 8 agosto 1824) è stato un filologo classico, grecista e studioso dell'antichità prussiano.
È il teorico che ridefinisce i metodi e i fini dello studio dei classici comprendendolo come un campo di studi gerarchico e strutturato. Grazie a questa riflessione la filologia classica si affrancò da altre discipline (come teologia e filosofia) e acquisì autonomia e dignità. Opere come i Prolegomena ad Homerum (1795), in cui riassumeva la "questione omerica" e ne proponeva una soluzione, e la Darstellung der Altertumwissenschaft, Esposizione delle Scienze dell'antichità (1806-1807), fondano il sistema filosofico-filologico di Wolf. La sua immatricolazione all'università di Gottinga, l'8 aprile 1777,  è indicata come data di nascita della moderna filologia classica.

Nel 1840 gli venne dedicata una medaglia.

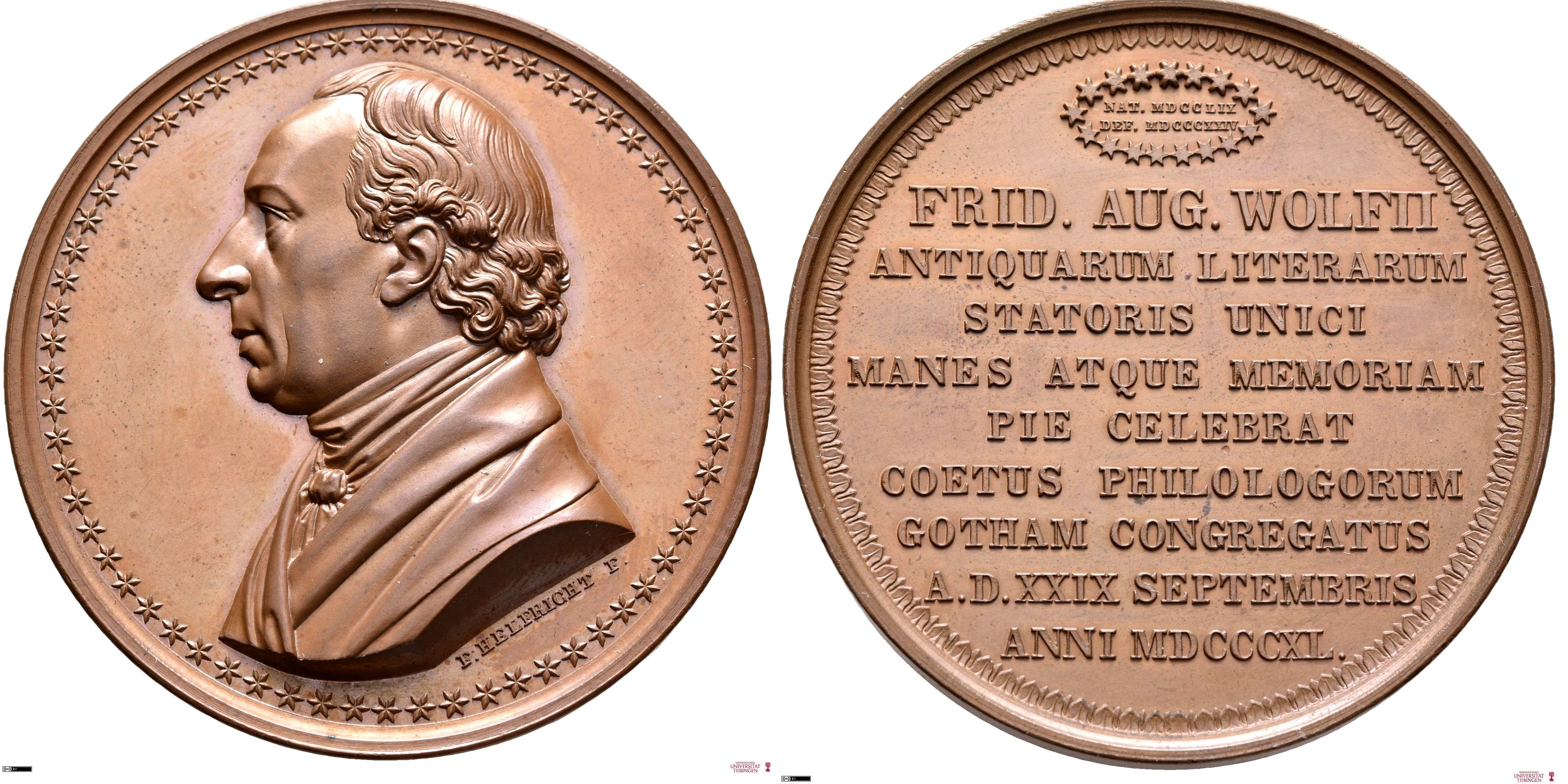
Medaglia commemorativa di Friedrich August Wolf (1840)

## Biografia, pensiero e opere essenziali
Allievo di Christian Gottlob Heyne, Wolf studiò a Göttingen presso l'università Georgia Augusta, immatricolandosi come studiosus philologiae. Dopo gli studi svolse il mestiere di pedagogo a Ilfeld, vicino Nordhausen, e in quegli anni pubblicò l'edizione del Simposio di Platone, con introduzione e commento in tedesco, in accordo alle direttive di Federico II di Prussia per cui era necessaria una maggiore apertura verso i classici.
Nel 1783 fu nominato  dal ministro Karl Abraham von Zeidlitz professore all'università di Halle, sostituendo Ernst Chistian Trapp alla cattedra di Pedagogia e Filosofia, solo successivamente, dopo varie richieste, ebbe la cattedra di Eloquenza e Poesia. Negli anni di Halle pubblicò edizioni critiche come:
- Teogonia di Esiodo;
- i poemi omerici;
- una scelta di drammi (Agamennone, Edipo re, Fenicie, Ecclesiazuse);
- i Dialoghi di Luciano;
- le Tusculanae disputationes di Cicerone;
- la Contro Leptine di Demostene;
- una Storia della letteratura romana.

Gli anni di insegnamento ad Halle furono fecondi, anche perché fecondo era l'ambiente dell'università in cui il personale accademico era "obbligato" a svolgere attività di didattica e ricerca contrariamente al resto delle università tedesche-prussiane in cui i professori erano "reclutati" tra la classe dirigente spesso non interessata all'insegnamento.
Ad Halle, Wolf tenne una serie di lezioni di metodo dette Encyclopaedia philologica, base della Darstellung del 1806-1087. Ancora, si ricorda il Seminarium philologicum, lezioni dedicate a futuri docenti e studiosi che prevedevano la partecipazione attiva con interpretazione di testi di autori greci e latini, componimenti in latino, saggi su vari argomenti, discussioni sulla didattica e disputatio (difesa e contestazione) su tesi varie. 

## I Prolegomena ad Homerum (1795)
Nel 1795 Wolf pubblicò i Prolegomena ad Homerum. Il testo è un'introduzione a una edizione critica dei poemi omerici mai realizzata. Il testo non propone nulla di nuovo, ma portò la questione omerica nel centro degli studi. Le tesi proposte spesso derivano da altri autori come: D'Aubignac, Conjectures académique ou Dissertation sur l'Iliade (1715) secondo cui i poemi omerici erano frutto di vari poemi antichi; o come Blackwell che congetturava un Omero rapsodo, il cui contributo fu quello di colmare i buchi delle varie opere (1735); o ancora Wood che verificò la verosimiglianza dei poemi studiando i vari dati geografici ed etnici reali arrivando definire Omero "illetterato e primitivo". Soprattutto, poi Vico (1744) che aveva interpretato i poemi come opere create dallo spirito popolare.
Tuttavia, il pregio di Wolf fu quello di attribuire importanza alla storia del testo, le cui tappe furono rese tracciabili dalla pubblicazione nel 1788 da Villoison degli scolii al testo di Omero (Cod. Venetus marcianus 454 A, Biblioteca Marciana di Venezia del X d.C.
Per Wolf la poesia omerica è una poesia popolare, creata in un lungo processo, solo durante la tirannide di Pisistrato (secolo VI a.C) il testo fu messo insieme e scritto all'interno di una politica filo-popolare; dopo di ché una versione giunse ad Alessandria e fu redatta dai filologi Aristarco e Zenodoto. Il testo dei poemi non è ricostruibile nella sua forma originaria, ma solo nella forma del secolo II-I a.C.

## L'esposizione della scienza dell'antichità (1806-1807)
L'idea di pubblicare un testo sul metodo fu proposta da Goethe a Wolf in una lettera in cui il filologo esprimeva il suo sconforto a causa della sconfitta di Jena nel 1806 e della chiusura dell'università di Halle. Per Goethe era necessario che il filologo esprimesse e sintetizzasse i concetti delle sue lezioni in una sola opera: così nacque la Darstellung der Altertumwissenschfat.
Il saggio di metodo fu pubblicato su una rivista: Museum der Althertumwissenschaft i cui caporedattori furono Wolf e Buttmann, l'impresa fu dedicata a Goethe che, nell'introduzione al saggio, è esaltato come personificazione della possibilità di ritorno alla grecità tramite il tedesco (per affinità di lingua e genetica).
Il concetto alla base del testo è "l'antichità come un tutto organico", quindi un insieme chiuso in cui concorrono vari fenomeni (ovviamente perché si tratta di una civiltà intera). Il filologo, dunque, deve comprendere la maggior parte delle materie riguardanti l'antichità, comprendendo anche gli studi di "orientalistica" poiché le civiltà del vicino oriente e medio oriente hanno contribuito alla nascita della cultura greco-romana. Nonostante questa dipendenza, tuttavia il popolo greco risultò di maggiore importanza per la capacità di volgere in letteratura il loro sapere, contrariamente alle altre civiltà; i Romani, invece, furono popolo di imitatori dei modelli.
L'esposizione prevedeva, quindi, una interdipendenza tra i saperi e discipline, cercava un assetto enciclopedico. Inoltre, le dimostrazioni dovevano avvenire su dati empirici e riflessione sulle cause.
L'organizzazione dei saperi è gerarchica e aveva come fondamento:
- grammatica (linguistica storica);
- ermeneutica;

- critica del testo, che prevede due fasi, la fase di divinatio e fase documentaria.

Fuori da questa triade ci sono le discipline antichistiche relative a concetti storici e concreti (geografia, storia, cronologia, mitologia, storia della letteratura e storia dell'arte, etc.); tra le varie materie, Wolf dà valore primario alle fonti scritte e artistiche. Per Wolf, il mito non è altro che una serie di concezioni teoriche che non avevano trovato sviluppo razionale.
In ultima istanza, delinea due tipologie di storia della letteratura: una legata al procedere storico reale e l'altra relativa al procedere dello sviluppo diacronico dei generi artistici.

## L'educazione classica
Nella seconda parte della Dastellung, Wolf si concentra sulla Bildung, sull'educazione del singolo della nazione.
Lo studio dei classici era fondamentale perché con esso si impara a conoscere sé stessi e la propria cultura, nella grecità si trovava un modello per uno sviluppo futuro e per lo sviluppo della propria personalità intellettiva.
Il paradigma wolfiano è in linea con le necessità dello stato tedesco-prussiano all'indomani della sconfitta di Jena, era necessaria una ricostruzione e risollevare la nazione e la grecità classica fu utilizzata in tal senso.